# Trung thất
Trung thất (tiếng Anh: mediastinum, tiếng Pháp: le médiastin) là khoang nằm giữa khoang ngực bao quanh bởi mô liên kết lỏng lẻo, đóng vai trò là vùng chứa các cấu trúc trong ngực. Trung thất có trái tim và các mạch máu của nó, thực quản, khí quản, dây thần kinh hoành và dây thần kinh phế vị, ống ngực, tuyến ức và các hạch.

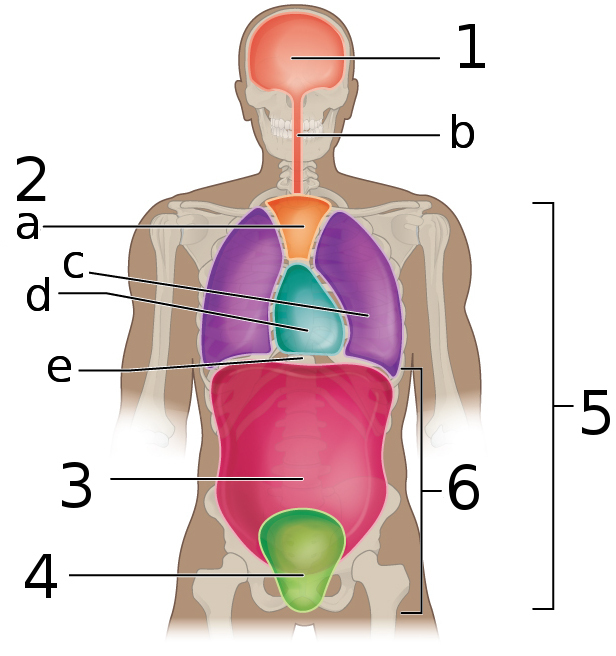
Trung thất nhìn từ trước. a - trung thất trên,d - khoang màng tim, một phần trung thất dưới.

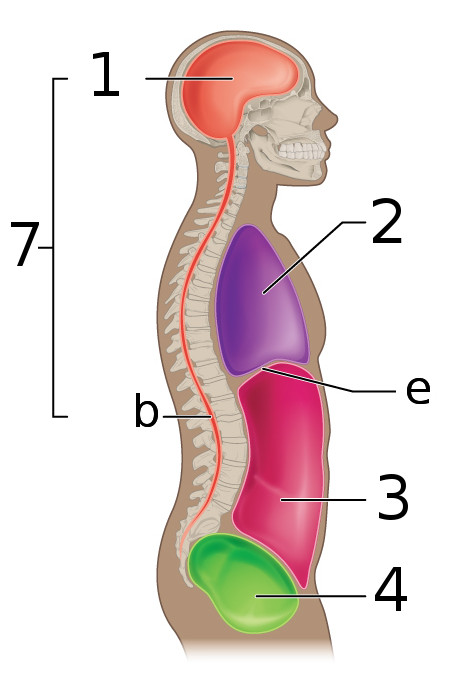
Trung thất cắt ngang

Trung thất nằm trong lồng ngực và được đóng kín bởi màng phổi hai bên. Nó được bao quanh bởi thành ngực ở trước, phổi ở hai bên và cột sống phía sau. Nó giới hạn từ xương ức ở trước tới cột sống ở sau và chứa tất cả. Nó liên tiếp với mô liên kết ở cổ.
Trung thất có thể chia thành hai phần trên và dưới:
- Trung thất trên giới hạn từ lỗ ngực trên và kết thúc tại mặt phẳng ngực.
- Mặt phẳng ngực là mặt phẳng đi qua góc xương ức, và đĩa đệm  T4–T5 ngăn cách trung thất trên và dưới.[2][3][4]
- Trung thất dưới giới hạn từ mặt phẳng này tới cơ hoành. Này phần dưới này được chia thành ba vùng, tất cả liên quan đến ngoại tâm mạc – trung thất trước ở phía trước của ngoại tâm mạc, trung thất giữa chứa ngoại tâm mạc và các thành phần của nó, và trung thất sau nằm phía sau ngoại tâm mạc.

Nhà giải phẫu, bác sĩ phẫu thuật, và  bác sĩ chẩn đoán hình ảnh phân chia trung thất rất khác nhau. Ví dụ,theo Felson, chỉ có ba ngăn (trước, giữa, và sau), và tim là một phần của trung thất trước.

### Trung thất trên
Trung thất trên được giới hạn bởi:
- Phía trên:  lỗ vào ngực, mở vào ngực;
- dưới: mặt phẳng ngực;
- bên:  màng phổi;
- phía trước bởi cán của xương ức;
- phía sau bốn  thân đốt sống ngực đầu tiên.

### Trung thất dưới
Trung thất trước
được giới hạn bởi:
- Bên: màng phổi
- Sau: ngoại tâm mạc
- Trước: thân xương ức, cơ ngang ngực, sụn sườn 5, 6, 7 trái.

Trung thất giữa
Giới hạn bởi túi ngoại tâm mạc.
Trung thất sau
Giới hạn
- Phía trước bởi nhánh khí quản, mạch máu phổi, ngoại tâm mạc, cơ hoành
- Phía dưới: cơ hoành
- Phía trên: mặt phẳng ngực
- Phía sau: thân đốt sống ngực 5 đến 12
- Phía bên: màng phổi mỗi bên

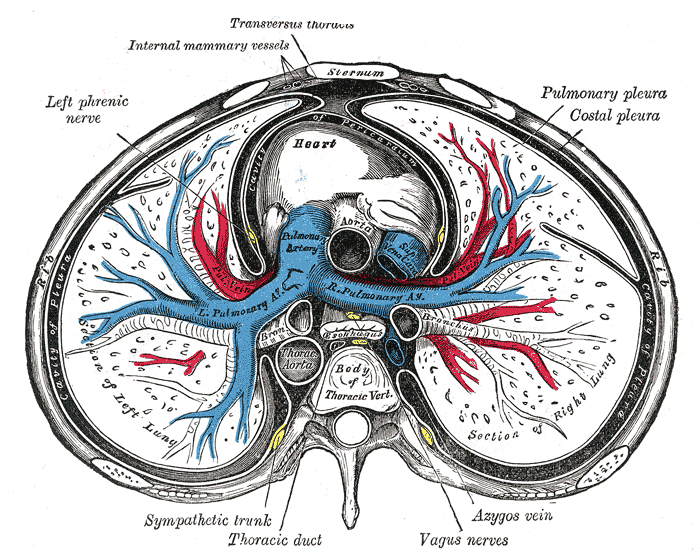
Mặt cắt ngang cho thấy các cấu trúc trong trung thất giữa và sau.

## Ý nghĩa lâm sàng

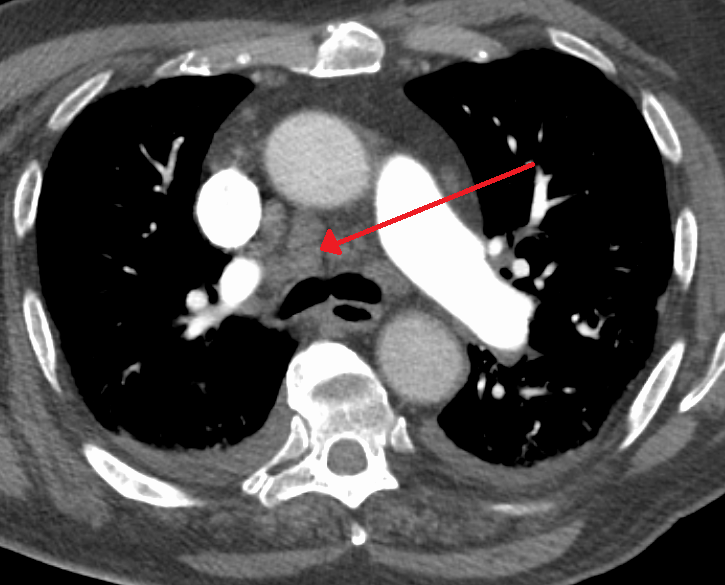
Hạch trung thất

Trung thất thường là nơi chịu ảnh hưởng của nhiều khối u:
- Trung thất trước: tuyến giáp lạc chỗ sau xương ức, u lympho, u tuyến ức, và u tế bào mầm.
- Trung thất giữa: hạch lympho, di căn như carcinoma tế bào nhỏ từ phổi.
- Trung thất sau: U thần kinh, cả từ ống thần kinh (chủ yếu là lành tính) hoặc ở nơi khác (chủ yếu là ác tính).

Viêm trung thất là tình trạng viêm các mô trong trung thất thường do vi khuẩn từ các cơ quan trong trung thất vỡ. Tình trạng nhiễm trùng có thể tiến rất nhanh và nghiêm trọng.
Tràn khí trung thất sự hiện diện của không khí trong trung thất, mà trong một số trường hợp có thể dẫn đến tràn khí màng phổi, tràn khí màng bụng, và tràn khí màng ngoài tim nếu không được điều trị. Tuy nhiên, tình trạng này không phải luôn luôn xảy ra và đôi khi những bệnh lý trên là nguyên nhân chứ không phải là hậu quả của tràn khí trung thất. Những tình trạng này thường đi cùng hội chứng Boerhaave, hoặc  thực quản vỡ tự phát.

### Trung thất giãn rộng
Trung thất dãn rộng là tình trạng trung thất rộng hơn 6 cm vào phim X quang ngực thẳng hoặc 8 cm trên phim chụp trước sau AP.
Trung thất dãn rộng có thể là dấu hiệu của một số bệnh lý:
- phình động mạch chủ[9]
- lóc tách ộng mạch chủ [10]
- giãn động mạch chủ
- vỡ động mạch chủ
- hạch rốn phổi
- Bệnh than - Trung thất dãn rộng đã được tìm thấy ở 7 trên 10 nạn nhân bị nhiễm bệnh than (Bacillus anthracis) ở năm 2001.[11]
- thực quản vỡ - thường đi kèm tràn khí trung thất và tràn dịch màng phổi. Nó được chẩn đoán bằng uống nước có chứa thuốc cản quang.
- khối trong trung thất
- Viêm trung thất
- chèn ép tim[12]
- tràn dịch màng ngoài tim
- gãy đốt sống ngực ở bệnh nhân chấn thương.